# 디키고

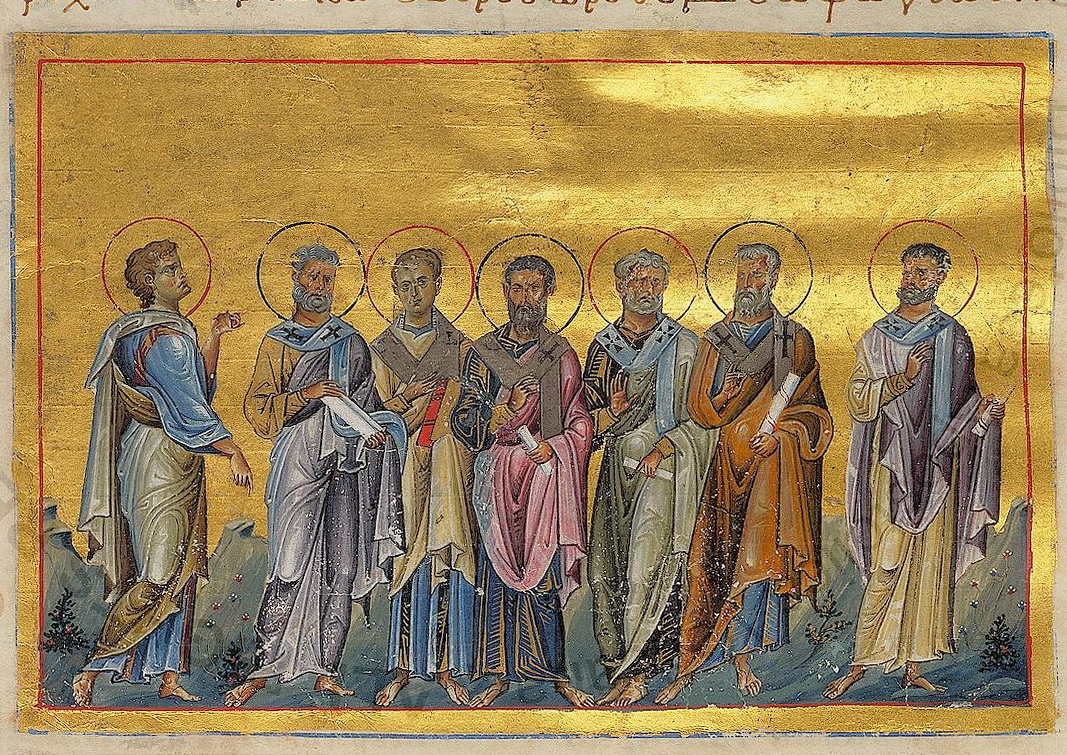
소스데네, 아폴로, 게바, 디키고, 에바브로디도, 가이사, 오네시보로

디키고(공동번역), 두기고(개역개정, 개역한글), 티키코스(가톨릭) /ˈtɪkɪkəs/는 아시아의 그리스도인으로, 드로피모와 함께 사도 바울로의 동역자로서 마케도니아에서 예루살렘까지의 여정에 함께한 사람이다. 그는 로마에서도 바울로와 함께였을 것으로 여겨지는데, 여기서 바울로는 에페소에 교회를 세우고 또 격려하기 위해 디키고를 보낸다. 신약성경에서 디키고는 다섯 번(행 20:4; 엡 6:21-22; 골 4:7; 딛 3:12; 딤후 4:12) 언급된다.

## 성경에서의 등장
(1) 사도 행전 20:4는 디키고가 아시아 속주에서 왔다고 언급한다. 서방 본문은 그가 에페소 출신임을 밝힌다.
(2) 에베소서 6:21에서 저자(일반적으로 바울)는 디키고를 "사랑을 받은 형제요 주 안에서 진실한 일꾼"(개역개정)이라고 평가한다.
(3) 골로새서에서 저자는 "사랑 받는 형제요 신실한 일꾼이요 주 안에서 함께 종이 된 자"(개역개정)라고 평가한다.
에베소서와 골로새서에서 저자는 디키고를 편지를 받는 그리스도인들을 격려하기 위해 그들에게 보낸다고 밝힌다.
(4) 디도서 3:12와 디모테오서는 바울로가 황제에게 상소하여 자유를 얻은 후에 디키고와 바울이 다시 함께 있었음을 보여준다. 디도서의 구절은 바울의 1차투옥과 2차투옥 사이의 시간대를 보여주는 것이 분명한데, 또다시 선교여행에 열중해있는 모습을 볼 수 있다. 바울은 크레타의 교회에서 사역중인 디도에게 편지하는데, 아르데마나 디키고를 그에게 보내 복음사역을 대신 감독하게 할테니 니코폴리스에 있는 자신을 찾아올 것을 부탁한다.
(5) 디키고가 언급된 마지막 문단은 디모데후서에서 볼 수 있는데, 이 서신은 바울이 처형당하기 얼마 전에 쓴 것이다. 바울은 마지막까지 언제나 그랬듯 복음사역으로 바빴는데, 동역자들과 함께 있는 편이 그에게 더 좋았음에도 불구하고 그리스도의 왕국에 대한 관심을 더 우선순위에 두었기 때문에, 그는 그의 친구들로 하여금 복음 사역을 돕도록 각지에 파송한다. 디키고는 마지막까지 바울을 도와주다가 딤후 4:12에서 에베소로 파송된다. 디모테오가 에베소 교회에서 사역하고 있었는데(딤전 1:3), 디키고를 보내어 그를 자유롭게 하여 로마에서 바울로와 함께 하도록 한 것이다(딤후 4:9, 21).

## 성경 이외의 기록
가톨릭 백과사전은 디키고가 칼케돈의 콜로폰이나, 니아폴리스 교회의 감독을 맡았다는 전승들을 소개한다.
로마의 히폴리투스는 디키고가 70인의 제자중의 한명이었다고 기록하고 있다. 디키고의 축일은 4월 29일이다.